# Aloha, Scooby-Doo!
Az Aloha, Scooby-Doo! 2005-ben bemutatott amerikai televíziós rajzfilm, amelynek a rendezője Tim Maltby, a producerei Margaret M. Dean és Tim Maltby, az írója Temple Mathews, a zeneszerzője Thomas Chase Jones. A film a Warner Bros. Animation gyártásában készült, a Warner Home Video forgalmazásában jelent meg. Műfaját tekintve filmvígjáték.
Amerikában 2005. február 8-án mutatták be a DVD-n, Magyarországon pedig 2005. június 14-én jelent meg, szintén DVD-n. A Cartoon Network bemutatta 2013. augusztus 24-én a CN Moziba.

## Cselekmény
A Rejtély Rt. a történet szerint Hawaii-ra indul vakációzni, ahol egy szörfversenyen is indulni szeretnének. Hamarosan azonban felbukkan egy szörny, aki a helyiek szerint bosszút próbál állni azért, amiért a partot turistaparadicsommá változtatták. A szörny emellett apróbb, démonszerű lényeket szabadít a lakosokra és a helyi vulkán is kitörőben van, ezért a csapatnak igyekeznie kell, hogy kiderítse a szörny rejtélyét.

## Szereplők
| Szereplő                   | Eredeti hang | Magyar hang    |
| -------------------------- | ------------ | -------------- |
| Scooby-Doo                 | Frank Welker | Melis Gábor    |
| Fred                       | Frank Welker | Bódy Gergely   |
| Bozont                     | Casey Kasem  | Fekete Zoltán  |
| Diána                      | Grey DeLisle | Hámori Eszter  |
| Mahina anyó                | Grey DeLisle | Némedi Mari    |
| Vilma                      | Mindy Cohn   | Madarász Éva   |
| Manu Tuiama                | Mario Lopez  | Crespo Rodrigo |
| Molly Quinn polgármester   | Teri Garr    | Csere Ágnes    |
| Jared Moon                 | Adam West    | Bicskey Lukács |
| Ruben Laluna               | Tom Kenny    | Juhász György  |
| Snookie                    | Tia Carrere  | Törtei Tünde   |
| Kicsi Jim                  | Ray Bumatai  | Sótonyi Gábor  |
| További magyar hangok      |              |                |
| Megyeri János, Varga Rókus |              |                |